# Чикиуитлан-де-Бенито-Хуарес
Чикиуитлан-де-Бенито-Хуарес (исп. Chiquihuitlán de Benito Juárez)  —   муниципалитет в Мексике, входит в штат Оахака. Население 1836 человек.